# Karl Wilhelm Heinrich Binder
Karl Wilhelm Heinrich Binder (* 12. oder 16. Dezember 1783 in Eberstadt (Württemberg); † 7. April 1852 in Zürich, auch Carl Wilhelm Heinrich Binder) war ein württembergischer Politiker und Verwaltungsbeamter.

## Leben
Von 1797 bis 1800 war Binder beim Amtsschreiber in Hochdorf an der Enz tätig, dann von 1800 bis 1804 als Substitut bei der Stadtschreiberei Neuenbürg, 1804 bis 1807 in Schorndorf und 1807 bis 1809 in Murrhardt. Anschließend war er Oberamtsaktuar beim Oberamt Kirchheim. 1812 tritt er wie 1817 als Rechnungsrevisor bei der Verwaltung in Stuttgart auf, dann ab 1821 als Verweser der Stadt- und Amtsschreiberei Schwäbisch Gmünd. 
1826 wird er Gerichtsnotar in Gaildorf sowie zum Abgeordneten für die Wahlperiode 1826 bis 1832 in die Zweite Kammer der Württembergischen Landstände gewählt, in der er Sekretär im Vorstand war. 1827 tritt er die Stellung als Verweser des Oberamtmanns im Oberamt Gmünd an, dann ab 1831 als Oberamtmann. 1844 gibt er sein Amt nach Untreuevorwürfen im Amt auf und begeht einen Selbstmordversuch in der Rems. Anschließend gelang ihm die Flucht in die Schweiz, wo er, durch seine Söhne unterstützt, bis zum Tod lebte.